# Religionsunterricht in Österreich
Der Religionsunterricht in Österreich wird von anerkannten Kirchen und Religionsgesellschaften jeweils für die ihnen angehörenden Schüler erteilt. Er findet im Rahmen des Schulunterrichts statt und wird staatlich finanziert. Die einer bestimmten Kirche oder Religionsgesellschaft angehörenden Schüler können sich vom Religionsunterricht (abg. RU) abmelden (oder von ihren Eltern abgemeldet werden, wenn ein Schüler noch nicht 14 Jahre alt ist). Umgekehrt können sich Schüler ohne religiöses Bekenntnis für einen RU als Freigegenstand anmelden.

## Rechtliches
Der Religionsunterricht ist in Österreich durch das Religionsunterrichtsgesetz von 1949 (BGBl. Nr. 190, Fassung 1993) geregelt. Der Religionsunterricht ist ein Pflichtgegenstand für alle Schüler, die einer gesetzlich anerkannten Kirche oder Religionsgesellschaft angehören. Der Religionsunterricht wird durch die betreffende Kirche oder Religionsgesellschaft besorgt, geleitet und unmittelbar beaufsichtigt. Für ihre Lehrtätigkeit an öffentlichen Schulen erhalten die Religionslehrer eine Vergütung von den zuständigen Gebietskörperschaften (Bund, Land). Die Erteilung des RUs folgt dem von der jeweiligen Kirche oder Religionsgesellschaft entworfenen und vom Bildungsministerium genehmigten Lehrplan.
Die Abmeldung vom Religionsunterricht „aus Gewissensgründen“ kann in den ersten fünf (laut Rundschreiben des BMBWK Nr. 5/2007) Kalendertagen eines Schuljahres erfolgen, durch die Eltern des Schülers bis zum 14. Lebensjahr, danach durch den („religionsmündigen“) Schüler selbst. Seit 2020 gibt es ab Sekundarstufe II für Schüler, die sich vom Religionsunterricht abgemeldet haben, verpflichtend den Unterrichtsgegenstand Ethik. Der Besuch des Unterrichts einer anderen Religion ist für die Schüler, die einer anerkannten Religionsgemeinschaft angehören, untersagt. Erlaubt ist lediglich eine zeitweilige Anwesenheit beim RU im Sinne einer Beaufsichtigung. Die Beurteilung (in Form einer Note) des RU steht in Zeugnissen an erster Stelle. Konfessionslose Schüler oder Angehörige staatlich eingetragener religiöser Bekenntnisgemeinschaften können auf Antrag den Unterricht einer Kirche oder Religionsgesellschaft als Freigegenstand besuchen; ein solcher Antrag ist in der ersten Schulwoche zu stellen.
Bei den kleineren Religionsgemeinschaften werden oft schulübergreifende Sammelgruppen gebildet. Ab einer Gruppengröße von 3 Schülern hat der RU nur eine Wochenstunde, ab einer Größe von 10 Schülern sind es zwei Wochenstunden. Religion kann auch Prüfungsgegenstand der Matura sein, wenn der Schüler den RU in allen Schulstufen der Oberstufe (d. h. ab der 9. Schulstufe) besucht hat.

## Die Praxis des Religionsunterrichts
Derzeit gibt es an den meisten Schulen einen römisch-katholischen, evangelischen und islamischen Religionsunterricht. Bedarfsgemäß gibt es auch RU anderer Konfessionen, wie einen orthodoxen, freikirchlichen, alevitischen, jüdischen und buddhistischen.
Ein Jahr nach der Anerkennung 2013 begannen die Freikirchen in Österreich mit einem eigenen Religionsunterricht, an dem 1200 Schüler an 230 Standorten in allen Bundesländern Österreichs teilnahmen. Eine religionspädagogische Zeitschrift versuchte, den freikirchlichen Religionsunterricht zu charakterisieren.
Der 1983 anerkannte Buddhismus begann zehn Jahre danach mit einem eigenen Religionsunterricht, an dem 25 Schüler teilnahmen. Mittlerweile sind es 200 Schüler, wobei die Teilnahme am RU locker gehandhabt wird; gemäß Berichten im Standard sowie in der Wiener Zeitung sind weniger als die Hälfte der angemeldeten Schüler jeweils tatsächlich anwesend.

## Statistik: Teilnehmer-Zahlen im Schuljahr 2016/17
Der Standard präsentierte die aktuellen, teilweise gerundeten Zahlen der Teilnehmer am Religionsunterricht:
katholisch:
607.112 Schüler, 7.165 Lehrer
islamisch:
69.573 Schüler, 578 Lehrer
evangelisch:
40.500 Schüler, 600 Lehrer
orthodox:
12.000 Schüler, 100 Lehrer
freikirchlich:
1667 Schüler, 100 Lehrer
alevitisch:
1300 Schüler, 51 Lehrer
buddhistisch:
235 Schüler, 13 Lehrer

## Ausbildung der Religionslehrer
Die Religionslehrer für Höhere Schulen werden an Theologischen Fakultäten der Universitäten ausgebildet, für Pflichtschulen an Kirchlichen Pädagogischen Hochschulen. An der KPH Wien/Krems ist eine breite Palette von christlichen Konfessionen sowie Religionsgemeinschaften mit ihrer Ausbildung für den Religionsunterricht vereinigt: Katholisch, evangelisch und altkatholisch, orthodox und -orientalisch, freikirchlich, islamisch, alevitisch und jüdisch.

## Schulamt
Für den Religionsunterricht an Schulen ist die jeweilige Religionsgemeinschaft oder Konfession selbst zuständig, und diese hat dazu ein eigenes „Schulamt“. Dieser Begriff wird in Österreich speziell für diese Einrichtungen der Religionsgemeinschaften verwendet, nicht für staatliche Einrichtungen. Es  gibt z. B. das orthodoxe Schulamt oder das Schulamt der Freikirchen. Der am weitesten verbreitete Religionsunterricht ist der katholische. Die einzelnen Diözesen haben daher jeweils ein eigenes Schulamt, z. B. das Bischöfliche Schulamt der Diözese Linz. Bei den anderen Konfessionen und Religionsgemeinschaften ist jeweils ein Schulamt für ganz Österreich zuständig. Das jeweilige Schulamt entwickelt Lehrpläne, organisiert Aus und Weiterbildung und betreut die Religionslehrer.

## Die Haltung der politischen Parteien
Der konfessionelle Religionsunterricht ist unter den Parteien umstritten. Die Grünen befürworten seine Abschaffung, die ÖVP verteidigt ihn. Der Ethikunterricht soll entweder anstelle des konfessionellen Religionsunterrichts treten (so die Grünen), oder für alle nicht am Religionsunterricht teilnehmenden Schüler verpflichtend sein (so die ÖVP). Diese zuletzt genannte Möglichkeit praktizieren derzeit einige Schulen.
Auch in Medien, etwa in Leserbriefen, wird häufig darüber diskutiert, ob der RU generell durch einen Ethikunterricht ersetzt werden sollte. Dabei wird den Religionslehrern oft unterstellt, aufgrund ihrer konfessionellen Zugehörigkeit auf bestimmte ethische Positionen festgelegt zu sein, die sie dann den Schülern vermitteln wollen. Umgekehrt wird Ethiklehrern pauschal eine weltanschauliche Neutralität zugeschrieben. Solchen Vorstellungen wurde von Franz Graf-Stuhlhofer widersprochen.
→ Siehe auch: Ethikunterricht in Österreich

## Einzelbelege
1. ↑  Ethik – Pflichtgegenstand für alle Schülerinnen und Schüler, die keinen Religionsunterricht besuchen (Memento des Originals vom 16. April 2021 im Internet Archive)  Info: Der Archivlink wurde automatisch eingesetzt und noch nicht geprüft. Bitte prüfe Original- und Archivlink gemäß Anleitung und entferne dann diesen Hinweis., abgerufen am 27. Oktober 2022.
2. ↑  So Edwin Jung, der neue Vorsitzende der Freikirchen, im Interview mit dem ORF Religion im Sept.2015. Im Schuljahr 2015/16 nehmen bereits 1500 Schüler teil.
3. ↑  Franz Graf-Stuhlhofer: Korrekturen zu Clemens Sanders Artikel über den freikirchlichen Religionsunterricht. In: Theo-Web. Zeitschrift für Religionspädagogik 16 (2017), S. 175–177 (der Artikel von Sander erschien in derselben Zeitschrift, Jg. 15 (2016) S. 295–309).
4. ↑  Standard 2009. „Von 25 angemeldeten SchülerInnen kommen im Schnitt acht bis zehn tatsächlich in die Stunde“.
5. ↑  Wiener Zeitung 2013. Von den angemeldeten 18 Schülern waren beim „Lokalaugenschein“ nur 2 anwesend.
6. ↑  Der Standard vom 18. April 2017: Wer welchen Religionsunterricht besucht
7. ↑  https://www.orthodoxekirche.at/
8. ↑  https://schulamt-freikirchen.at/
9. ↑  https://www.dioezese-linz.at/schulamt
10. ↑  Kleine Zeitung 2015: „Grüne für Abschaffung des Religionsunterrichts“.
11. ↑  Graf-Stuhlhofer: Fünf Illusionen der "Ethik für alle"-Befürworter, in Wiener Zeitung vom 17. Januar 2021.